# Anna Olsson (översättare)
Lena Anna Olsson, född den 1 juli 1977, är en svensk översättare.
Olsson har en magisterexamen i facköversättning från Göteborgs universitet och fyra års studier och arbete i Frankrike och England, och översätter från engelska och franska till svenska. Många av hennes översättningar är inom kost, hälsa och livsstil, men även populärvetenskap och biografier, samt ungdomsböcker och böcker om trädgård och natur.

## Översättningar i urval
- Plan B - Sheryl Sandberg och Adam Grant, Pagina, 2018
- 12 livsregler: ett motgift mot kaos - Jordan B. Peterson, Mondial, 2018
- Unplug - Suze Yalof Schwartz, Forum, 2017
- Om jag fick ge dig ett enda råd ... - Richard Reed, Forum, 2017
- Förbättra din tarmflora - Michael Mosley, Bonnier Fakta, 2017
- Lean in 15 - Joe Wicks, Bonnier Fakta, 2016
- Blodsockerkoll på 8 veckor - Michael Mosley, Bonnier Fakta, 2016
- Blodsockerkoll på 8 veckor – kokboken - Clare Bailey, Bonnier Fakta, 2016
- Love Warrior - Glennon Doyle Melton, Forum, 2016
- 12 veckor till friskare liv och smalare midja - Berit Nordstrand, Bonnier Fakta, 2015
- Träna 3 minuter i veckan – 5:2-guruns guide till högintensiv träning - Michael Mosley och Peta Bee, Bonnier Fakta, 2014
- Gourmetburgare – Hemligheten bakom den bästa hamburgaren - Steve Burggraf, Guillaume Pagliano, Alexandre Auriac, Norstedts, 2014
- 5:2-dieten – kokboken, 150 recept för halvfasta - Mimi Spencer, Linda Schenker och Michael Mosley, Bonnier Fakta, 2013
- 5:2-dieten – friskare, smalare, längre liv med halvfasta - Michael Mosley och Mimi Spencer, Bonnier Fakta, 2013
- Dukandieten - dr Pierre Dukan, Bonnier Fakta, 2012
- 200 gröna tips för kökslandet - Richard Bird, Bonnier Impact, 2011
- Den nordiska dieten - Trina Hahnemann, Bonnier Fakta, 2011
- Detox – 14 kurer för energi och harmoni - Helen Foster, Bonnier Impact, 2010
- Vårt lejon Christian - Anthony Bourke och John Rendall, Forum, 2010
- Alberts sista önskan - Mitch Albom, Forum, 2010
- 10 år smalare, 6 veckor till din drömstorlek - dr Christine Lydon, Forum, 2009
- Att korsa gränsen – Hade jag bara vetat - Jostein Strømmen, Institutt for Ledelse og Administrasjon AS, 2009
- Sex sömn mat dryck - Jennifer Ackerman, Forum, 2008
- Kvinnor och skam, Hur vi kan förändra vårt sätt att leva - Brené Brown, Forum, 2008
- Bränn fett - dr Mark Hyman, Forum, 2007
- Fånge i Teheran - Marina Nemat, Forum, 2007
- Lustfyllt med ViktVäktarna, B. Wahlströms, 2007
- Livslång hälsa med CSIRO-metoden - dr Manny Noakes och dr Peter Clifton, B. Wahlströms, 2006
- Skakat - 170 spännande cocktails - Katri Hilden, Albert Bonniers Förlag, 2006
- Montignacmetoden - Det franska sättet att äta gott och bli smal - Michel Montignac, Forum, 2006
- South Beach-dieten - Kokboken - dr Arthur Agatston, Forum, 2006
- ViktVäktarna - Matnyttigt! - Becky Johnson, Joy Skipper, B. Wahlströms, 2005
- Medelhavsköket - Clare Ferguson, Prisma, 2005
- Sunt, snabbt och smalt med ViktVäktarna - ViktVäktarna, B. Wahlströms, 2005
- Grillat - Louise Pickford, Prisma, 2005
- Oemotståndliga cheesecakes - Maxine Clark, B. Wahlströms, 2004
- Tomater - lätta och frestande recept - Manisha Gambhir Harkins, B. Wahlströms, 2004
- Sunt och gott med lågt GI - Rachael Anne Hill, B. Wahlströms, 2004